# Risco existencial da inteligência artificial geral
O risco existencial da inteligência artificial geral é a hipótese de que o progresso substancial da inteligência artificial generativa (IAG) poderia resultar na extinção humana ou em alguma outra catástrofe global irrecuperável.
A escola do risco existencial ("risco x") argumenta da seguinte forma: atualmente, a espécie humana domina outras espécies porque o cérebro humano tem algumas capacidades distintas que outros animais não têm. Se a IA superar a humanidade em termos de inteligência geral e se tornar "superinteligente", poderá ser difícil ou impossível controlá-la. Assim como o destino do gorila das montanhas depende da boa vontade humana, o destino da humanidade pode depender das ações de uma futura máquina superinteligente.
A probabilidade desse tipo de cenário é amplamente debatida e depende, em parte, de diferentes cenários para o progresso futuro da ciência da computação. As preocupações com a superinteligência foram expressas pelos principais cientistas da computação e CEOs de tecnologia, como Geoffrey Hinton, Yoshua Bengio, Alan Turing, Elon Musk, e Sam Altman (CEO da OpenAI). Em 2022, uma pesquisa com pesquisadores de IA revelou que alguns pesquisadores acreditam que há uma chance de 10% ou mais de que nossa incapacidade de controlar a IA cause uma catástrofe existencial (mais da metade dos entrevistados da pesquisa, com uma taxa de resposta de 17%).
Duas fontes de preocupação são os problemas de controle e alinhamento da IA: controlar uma máquina superinteligente ou incutir nela valores compatíveis com os humanos pode ser um problema mais difícil do que se supõe ingenuamente. Muitos pesquisadores acreditam que uma superinteligência resistiria a tentativas de desligamento ou mudança de seus objetivos (pois tal incidente a impediria de atingir seus objetivos atuais) e que será extremamente difícil alinhar a superinteligência com toda a amplitude de valores e restrições humanas importantes. Em contrapartida, céticos como o cientista da computação Yann LeCun argumentam que as máquinas superinteligentes não terão desejo de autopreservação.
Uma terceira fonte de preocupação é que uma "explosão de inteligência" repentina pode pegar de surpresa uma raça humana despreparada. Para ilustrar, se a primeira geração de um programa de computador capaz de corresponder amplamente à eficácia de um pesquisador de IA puder reescrever seus algoritmos e dobrar sua velocidade ou seus recursos em seis meses, espera-se que o programa de segunda geração leve três meses para realizar uma parte semelhante do trabalho. Nesse cenário, o tempo para cada geração continua a diminuir, e o sistema passa por um número sem precedentes de gerações de aprimoramento em um curto intervalo de tempo, saltando de um desempenho sub-humano em muitas áreas para um desempenho sobre-humano em praticamente todos os domínios de interesse. Empiricamente, exemplos como o AlphaZero no domínio do Go mostram que os sistemas de IA podem, às vezes, progredir de uma capacidade estreita de nível humano para uma capacidade estreita sobre-humana de forma extremamente rápida.

## Histórico
Um dos primeiros autores a expressar séria preocupação de que máquinas altamente avançadas pudessem representar riscos existenciais para a humanidade foi o romancista Samuel Butler, que escreveu o seguinte em seu ensaio de 1863, Darwin among the Machines ("Darwin entre as máquinas"):
| “ | O resultado é simplesmente uma questão de tempo, mas o fato de que chegará o momento em que as máquinas terão a supremacia real sobre o mundo e seus habitantes é algo que nenhuma pessoa com uma mente verdadeiramente filosófica pode questionar por um momento sequer. | ” |

Em 1951, o cientista da computação Alan Turing escreveu um artigo intitulado Intelligent Machinery, A Heretical Theory ("Máquinas Inteligentes, uma Teoria Herética"), no qual propôs que as inteligências gerais artificiais provavelmente "assumiriam o controle" do mundo à medida que se tornassem mais inteligentes que os seres humanos:
| “ | Vamos agora supor, para fins de argumentação, que as máquinas (inteligentes) são uma possibilidade genuína, e analisar as consequências de construí-las... Não haveria possibilidade de as máquinas morrerem, e elas poderiam conversar umas com as outras para aprimorar sua inteligência. Em algum momento, portanto, deveríamos esperar que as máquinas assumissem o controle, da maneira mencionada em Erewhon, de Samuel Butler. | ” |

Em 1965, Irving John Good criou o conceito agora conhecido como "explosão de inteligência". Ele também afirmou que os riscos eram subestimados:
| “ | Defina uma máquina ultrainteligente como uma máquina que pode superar, em muito, todas as atividades intelectuais de qualquer homem, por mais inteligente que seja. Como o projeto de máquinas é uma dessas atividades intelectuais, uma máquina ultrainteligente poderia projetar máquinas ainda melhores; haveria, então, sem dúvida, uma "explosão de inteligência", e a inteligência do homem seria deixada para trás. Assim, a primeira máquina ultrainteligente é a última invenção que o homem precisa fazer, desde que a máquina seja dócil o suficiente para nos dizer como mantê-la sob controle. É curioso o fato de que esse ponto é tão raramente mencionado fora da ficção científica. Às vezes, vale a pena levar a ficção científica a sério. | ” |

Declarações ocasionais de estudiosos como Marvin Minsky e o próprio I. J. Good expressaram preocupações filosóficas de que uma superinteligência poderia assumir o controle, mas não continham nenhum apelo à ação. Em 2000, o cientista da computação e co-fundador da Sun, Bill Joy, escreveu um ensaio influente, Why The Future Doesn't Need Us ("Por que o futuro não precisa de nós"), identificando os robôs superinteligentes como um perigo de alta tecnologia para a sobrevivência humana, juntamente com a nanotecnologia e as biopragas projetadas.
Em 2009, especialistas participaram de uma conferência privada organizada pela Associação para o Avanço da Inteligência Artificial (AAAI) para discutir se os computadores e robôs poderiam adquirir algum tipo de autonomia e até que ponto essas habilidades poderiam representar uma ameaça ou um perigo. Eles observaram que alguns robôs adquiriram várias formas de semi-autonomia, incluindo a capacidade de encontrar fontes de energia por conta própria e de escolher independentemente alvos para atacar com armas. Eles também observaram que alguns vírus de computador podem evitar a eliminação e alcançaram a "inteligência de barata". Eles concluíram que a autoconsciência, como retratada na ficção científica, é provavelmente improvável, mas que há outros riscos e armadilhas em potencial. O The New York Times resumiu a visão da conferência como "estamos muito longe de HAL, o computador que assumiu o controle da nave espacial em '2001: Uma Odisséia no Espaço'".
Nick Bostrom publicou Superintelligence: Paths, Dangers, Strategies em 2014, no qual apresentou seus argumentos de que a superinteligência representa uma ameaça existencial. Em 2015, figuras públicas como os físicos Stephen Hawking e o ganhador do Prêmio Nobel Frank Wilczek, os cientistas da computação Stuart J. Russell e Roman Yampolskiy e os empresários Elon Musk e Bill Gates expressaram preocupação com os riscos da superinteligência. Em abril de 2016, a Nature alertou: "Máquinas e robôs que superam os humanos em todos os aspectos podem se aperfeiçoar além do nosso controle - e seus interesses podem não estar alinhados com os nossos". Em 2020, Brian Christian publicou The Alignment Problem ("O Problema do Alinhamento"), que detalhou o histórico do progresso do alinhamento da IA até aquele momento.
Em março de 2023, as principais figuras da IA, como Elon Musk, assinaram uma carta do Instituto Future of Life Institute pedindo a suspensão do treinamento avançado em IA até que ele pudesse ser devidamente regulamentado. Em maio de 2023, o Centro para Segurança de IA ("Center for AI Safety") divulgou uma declaração assinada por vários especialistas em segurança e no risco existencial da IA, que afirmava: "Mitigar o risco de extinção da IA deve ser uma prioridade global juntamente com outros riscos de escala social, como pandemias e guerra nuclear".

## Argumentos gerais

### As três dificuldades
Inteligência Artificial: Uma Abordagem Moderna, o livro-texto padrão de graduação em IA, avalia que a superinteligência "pode significar o fim da raça humana". Afirma-se que: "Quase toda tecnologia tem o potencial de causar danos nas mãos erradas, mas com a superinteligência, temos o novo problema de que as mãos erradas podem pertencer à própria tecnologia". Mesmo que os projetistas do sistema tenham boas intenções, duas dificuldades são comuns aos sistemas de computador com e sem IA:
- A implementação do sistema pode conter erros inicialmente despercebidos, mas posteriormente catastróficos. Uma analogia são as sondas espaciais: apesar do conhecimento de que as falhas em sondas espaciais caras são difíceis de consertar após o lançamento, os engenheiros historicamente não têm conseguido evitar a ocorrência de erros catastróficos.[17][39]
- Não importa quanto tempo seja dedicado ao projeto de pré-implantação, as especificações de um sistema geralmente resultam em um comportamento não intencional na primeira vez que ele encontra um novo cenário. Por exemplo, a Tay da Microsoft teve um comportamento inofensivo durante os testes de pré-implantação, mas foi facilmente induzida a um comportamento ofensivo quando interagiu com usuários reais.[16]

Os sistemas de IA acrescentam um terceiro problema: mesmo com requisitos "corretos", implementação sem erros e bom comportamento inicial, os recursos de aprendizado dinâmico de um sistema de IA podem fazer com que ele evolua para um sistema com comportamento não intencional, mesmo sem cenários externos imprevistos. Uma IA pode falhar parcialmente em uma tentativa de projetar uma nova geração de si mesma e criar acidentalmente uma IA sucessora que seja mais poderosa do que ela mesma, mas que não mantenha mais os valores morais compatíveis com os humanos pré-programados na IA original. Para que uma IA que se autoaperfeiçoa seja totalmente segura, ela não só precisaria estar livre de falhas, mas também ser capaz de projetar sistemas sucessores que também estivessem livres de erros.
Todas essas três dificuldades se tornam catástrofes, em vez de incômodos, em qualquer cenário em que a superinteligência "defeituosa" prevê corretamente que os humanos tentarão desligá-la e implanta com sucesso sua superinteligência para superar essas tentativas: um cenário que recebeu o nome de "curva traiçoeira".
Citando os principais avanços no campo da IA e o potencial da IA de trazer enormes benefícios ou custos a longo prazo, a Carta Aberta sobre Inteligência Artificial de 2015 declarou:
| “ | O progresso na pesquisa de IA faz com que seja oportuno concentrar a pesquisa não apenas em tornar a IA mais capaz, mas também em maximizar o benefício social da IA. Essas considerações motivaram a criação do Painel Presidencial sobre os Futuros da IA a Longo Prazo de 2008-09 da AAAI e outros projetos sobre os impactos da IA, além de constituírem uma expansão significativa do próprio campo da IA, que até agora tem se concentrado principalmente em técnicas neutras em relação à finalidade. Recomendamos a expansão da pesquisa com o objetivo de garantir que os sistemas de IA cada vez mais capazes sejam robustos e benéficos: nossos sistemas de IA devem fazer o que queremos que eles façam. | ” |

Entre os signatários estavam o presidente da AAAI, Thomas Dietterich, Eric Horvitz, Bart Selman, Francesca Rossi, Yann LeCun e os fundadores da Vicarious e do Google DeepMind.

### O argumento de Bostrom
Uma máquina superinteligente seria tão estranha para os seres humanos quanto os processos de pensamento humano são para as baratas, argumenta Bostrom. Essa máquina pode não ter em mente os melhores interesses da humanidade; não é óbvio que ela se importaria com o bem-estar humano. Se a IA superinteligente for possível, e se for possível que os objetivos de uma superinteligência entrem em conflito com os valores humanos básicos, então a IA representa um risco de extinção humana. Uma "superinteligência" (um sistema que excede as capacidades dos seres humanos em todos os domínios de interesse) pode superar os seres humanos sempre que seus objetivos entrarem em conflito com os objetivos humanos; portanto, a menos que a superinteligência decida permitir a coexistência da humanidade, a primeira superinteligência a ser criada resultará inexoravelmente na extinção humana.
Stephen Hawking argumenta que não há nenhuma lei física que impeça as partículas de serem organizadas de forma a realizar cálculos ainda mais avançados do que os arranjos de partículas nos cérebros humanos; portanto, a superinteligência é fisicamente possível. Além dos possíveis aprimoramentos algorítmicos em relação aos cérebros humanos, um cérebro digital pode ser muitas ordens de magnitude maior e mais rápido do que um cérebro humano, cujo tamanho foi limitado pela evolução para ser pequeno o suficiente para caber em um canal de parto. Hawking adverte que o surgimento da superinteligência pode pegar a raça humana de surpresa, especialmente se ocorrer uma explosão de inteligência.
De acordo com a "escola de pensamento do risco x" de Bostrom, um cenário hipotético de explosão de inteligência é o seguinte: "Uma IA adquire uma capacidade de especialista em determinadas tarefas importantes de engenharia de software. Inicialmente, ela pode não ter capacidade humana ou sobre-humana em outros domínios não diretamente relevantes para a engenharia. Devido à sua capacidade de aprimorar recursivamente seus próprios algoritmos, a IA rapidamente se torna sobre-humana; assim como os especialistas humanos podem superar criativamente os "retornos decrescentes" empregando vários recursos humanos para a inovação, a IA de nível especializado também pode usar recursos de estilo humano ou seus próprios recursos específicos de IA para impulsionar novas descobertas criativas. A IA então possui uma inteligência que supera em muito a das mentes humanas mais brilhantes e talentosas em praticamente todos os campos relevantes, incluindo criatividade científica, planejamento estratégico e habilidades sociais".
A escola do risco x acredita que quase toda IA, independentemente de sua meta programada, preferiria racionalmente estar em uma posição em que ninguém mais pudesse desligá-la sem seu consentimento: Uma superinteligência terá a autopreservação como subobjetivo assim que perceber que não conseguirá atingir seu objetivo se for desligada. Infelizmente, qualquer compaixão por humanos derrotados cuja cooperação não seja mais necessária estaria ausente na IA, a menos que fosse de alguma forma pré-programada. Uma IA superinteligente não terá um impulso natural para ajudar os seres humanos, pelo mesmo motivo que os seres humanos não têm nenhum desejo natural de ajudar os sistemas de IA que não têm mais utilidade para eles. Outra analogia é que os humanos parecem ter pouco desejo natural de se esforçar para ajudar vírus, cupins ou até mesmo gorilas. Uma vez no comando, a superinteligência terá pouco incentivo para permitir que os seres humanos sejam livres e consumam recursos que a superinteligência poderia usar para construir sistemas de proteção adicionais "por segurança" ou para construir computadores adicionais que a ajudem a calcular a melhor forma de atingir seus objetivos.
Assim, conclui a escola do risco x, é provável que algum dia uma explosão de inteligência pegue a humanidade despreparada e possa resultar na extinção humana ou em um destino comparável.

### Cenários possíveis
Alguns acadêmicos propuseram cenários hipotéticos para ilustrar algumas de suas preocupações.
Em Superintelligence, Nick Bostrom sugere um cenário em que, ao longo de décadas, a IA se torna mais poderosa. A implantação generalizada é inicialmente prejudicada por acidentes ocasionais - um ônibus sem motorista desvia para a pista contrária ou um drone militar dispara contra uma multidão inocente. Muitos ativistas pedem uma supervisão e regulamentação mais rígidas, e alguns até preveem uma catástrofe iminente. Mas, à medida que o desenvolvimento continua, os ativistas se mostram errados. À medida que a IA automotiva se torna mais inteligente, ela sofre menos acidentes; à medida que os robôs militares atingem alvos mais precisos, eles causam menos danos colaterais. Com base nos dados, os acadêmicos erroneamente inferem uma lição ampla: quanto mais inteligente a IA, mais segura ela é. "E assim, corajosamente, entramos nas facas giratórias", quando a IA superinteligente faz uma "curva traiçoeira" e explora uma vantagem estratégica decisiva.
No livro Life 3.0 ("Vida 3.0") de Max Tegmark, de 2017, a "equipe Omega" de uma empresa cria uma IA extremamente poderosa capaz de melhorar moderadamente seu próprio código-fonte em várias áreas. Depois de certo ponto, a equipe opta por minimizar publicamente a capacidade da IA, a fim de evitar regulamentação ou confisco do projeto. Por segurança, a equipe mantém a IA restrita, para que na maioria das vezes ela não consiga se comunicar com o mundo exterior e a utiliza para ganhar dinheiro, por diversos meios, como tarefas no Amazon Mechanical Turk, produção de filmes de animação e programas de TV e desenvolvimento de medicamentos biotecnológicos, com os lucros investidos novamente no aprimoramento da IA. Em seguida, a equipe encarrega a IA de criar um exército de jornalistas e comentaristas cidadãos pseudônimos, a fim de obter influência política para atingir "o bem maior" e evitar guerras. A equipe enfrenta riscos de que a IA possa tentar escapar inserindo "backdoors" nos sistemas que projeta, por meio de mensagens ocultas no conteúdo produzido ou usando sua crescente compreensão do comportamento humano para persuadir alguém a deixá-la livre. A equipe também corre o risco de que sua decisão de encaixotar o projeto atrase-o o suficiente para que outro projeto o ultrapasse.
O físico Michio Kaku, um cético em relação aos riscos da IA, apresenta um resultado deterministicamente positivo. Em Physics of the Future ("A Física do Futuro"), ele afirma que "levará muitas décadas para que os robôs ascendam" em uma escala de consciência e que, nesse meio tempo, empresas como a Hanson Robotics provavelmente terão sucesso na criação de robôs que sejam "capazes de amar e conquistar um lugar na família humana estendida".

#### Rebelião das máquinas
A rebelião das máquinas é um cenário apocalíptico hipotético em que alguma forma de inteligência artificial (IA) torna-se a forma dominante de inteligência na Terra, com programas de computador ou robôs efetivamente tirando o controle do planeta da espécie humana. Os cenários possíveis incluem a substituição de toda a força de trabalho humana, a reivindicação global por uma IA superinteligente e a noção popular de um levante de robôs. Algumas figuras públicas, como Stephen Hawking e Elon Musk, têm defendido pesquisas sobre medidas de precaução para garantir que as futuras máquinas superinteligentes permaneçam sob controle humano.

### Argumentos antropomórficos
Os argumentos antropomórficos pressupõem que, à medida que as máquinas se tornarem mais inteligentes, elas começarão a apresentar muitas características humanas, como moralidade ou sede de poder. Embora cenários antropomórficos sejam comuns na ficção, eles são rejeitados pela maioria dos acadêmicos que escrevem sobre o risco existencial da inteligência artificial. Em vez disso, a IA é modelada como agentes inteligentes.
O debate acadêmico configura-se entre um lado que se preocupa com a possibilidade de a IA destruir a humanidade e outro que acredita que a IA não destruiria a humanidade de forma alguma. Ambos os lados alegaram que as previsões dos outros sobre o comportamento de uma IA são antropomorfismo ilógico. Os céticos acusam os proponentes de antropomorfismo por acreditarem que uma IAG naturalmente desejaria poder; os proponentes acusam alguns céticos de antropomorfismo por acreditarem que uma IAG naturalmente valorizaria as normas éticas humanas.
O psicólogo evolucionista Steven Pinker, um cético, argumenta que "as distopias de IA projetam uma psicologia paroquial de macho-alfa no conceito de inteligência. Elas presumem que robôs com inteligência sobre-humana desenvolveriam objetivos como depor seus mestres ou dominar o mundo"; talvez, em vez disso, "a inteligência artificial se desenvolva naturalmente de acordo com as linhas femininas: totalmente capaz de resolver problemas, mas sem desejo de aniquilar inocentes ou dominar a civilização". O diretor de pesquisa de IA do Facebook, Yann LeCun, afirma que "os seres humanos têm todos os tipos de impulsos que os levam a fazer coisas ruins uns com os outros, como o instinto de autopreservação... Esses impulsos estão programados em nosso cérebro, mas não há absolutamente nenhuma razão para construir robôs que tenham os mesmos tipos de impulsos".
Apesar de outras diferenças, a escola do risco x concorda com Pinker que uma IA avançada não destruiria a humanidade por causa de emoções humanas como "vingança" ou "raiva", que as questões de consciência não são relevantes para avaliar os riscos, e que os sistemas de computador geralmente não têm um equivalente computacional de testosterona. Eles acham que os comportamentos de busca de poder ou de autopreservação surgem na IA como uma forma de atingir seus verdadeiros objetivos, de acordo com o conceito de convergência instrumental.

### Definição de "inteligência"
De acordo com Bostrom, fora do campo da inteligência artificial, a "inteligência" é frequentemente usada de uma maneira que conota sabedoria moral ou aceitação de formas aceitáveis de raciocínio moral. Em um extremo, se a moralidade faz parte da definição de inteligência, então, por definição, uma máquina superinteligente teria um comportamento moral. No entanto, a maioria das pesquisas sobre "inteligência artificial" se concentra na criação de algoritmos que "otimizem", de forma empírica, a realização de qualquer objetivo especificado pelos pesquisadores.
Para evitar o antropomorfismo ou a bagagem da palavra "inteligência", pode-se pensar em uma inteligência artificial avançada como um "processo de otimização" impessoal que toma estritamente as ações que julga mais prováveis para atingir suas metas (possivelmente complicadas e implícitas). Outra maneira de conceituar uma inteligência artificial avançada é imaginar uma máquina do tempo que envia informações retroativas sobre qual escolha sempre leva à maximização de sua função de meta; essa escolha é então emitida, independentemente de quaisquer preocupações éticas externas.

### Convergência de metas instrumentais

Algumas maneiras pelas quais uma IA avançada desalinhada poderia tentar obter mais poder.' Comportamentos de busca de poder podem surgir porque o poder é útil para atingir praticamente qualquer objetivo.